# China Minsheng Bank

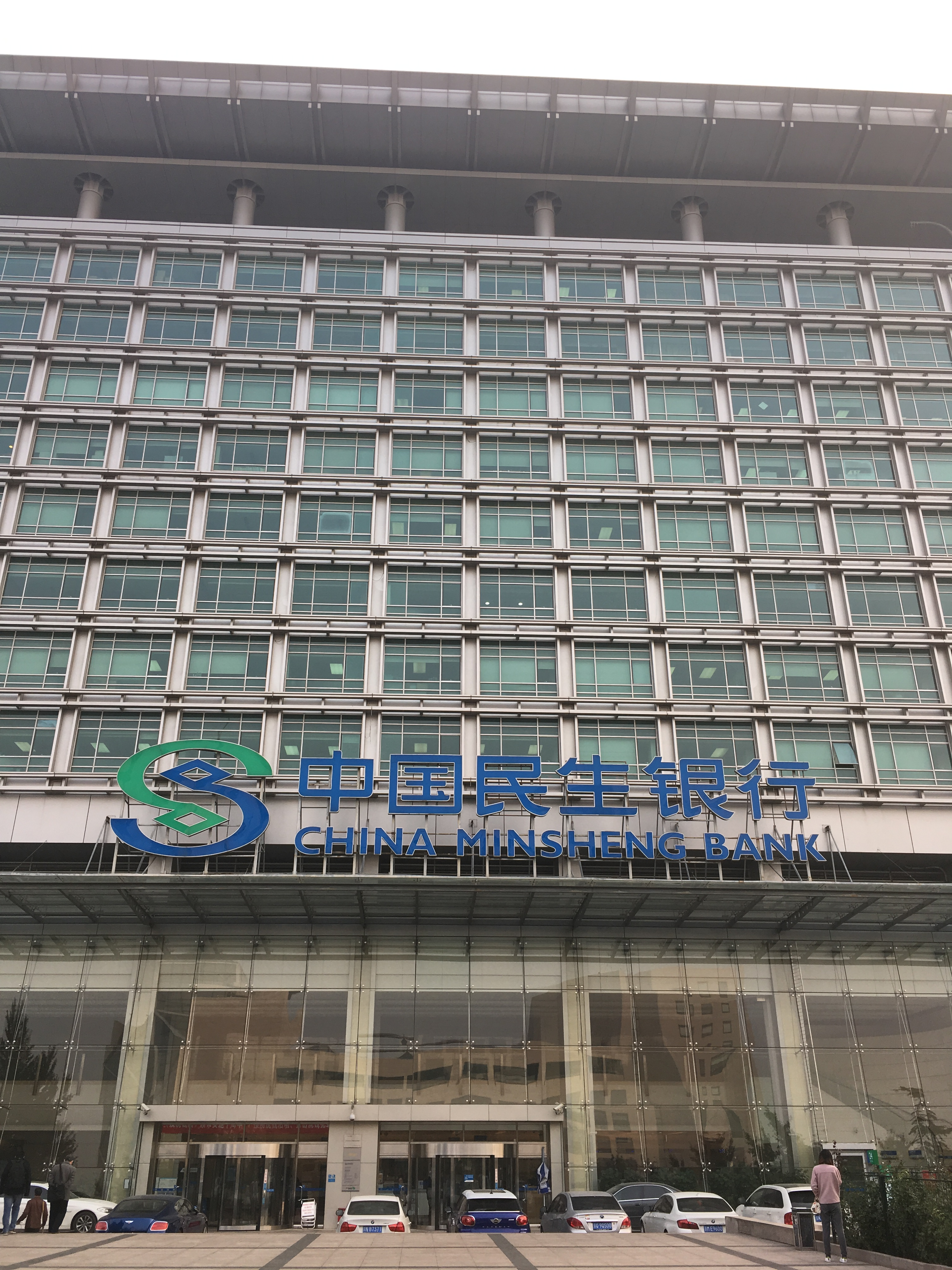
Die Zentrale der Bank in Peking

China Minsheng Bank (chinesisch 中国民生银行, Pinyin Zhōngguó Mínshēng Yínháng, CMBC) ist ein chinesisches Unternehmen mit Firmensitz in Peking. Das Unternehmen ist im Aktienindex SSE 50 gelistet. Das Unternehmen wurde am 12. Januar 1996 gegründet. Das Unternehmen war als erste Kreditbank überwiegend im Besitz privater Unternehmen. China Minsheng Bank hat über 200 Bankfilialen in China.